# Ильсби
Ильсби (нем. Uelsby) — община в Германии, в земле Шлезвиг-Гольштейн. 
Входит в состав района Шлезвиг-Фленсбург. Подчиняется управлению Зюдангельн.  Население составляет 455 человек (на 31 декабря 2010 года). Занимает площадь 10,6 км².